# Chocolate Salty Balls
Chocolate Salty Balls (P.S. I Love You) er en sang fra 1998 fra den animerede tv-serie South Park, fremført af figuren Chef og er med på soundtrack-albummet Chef Aid: The South Park Album.
Sangens vokal er fremført af Isaac Hayes, der lagde stemme til Chef. Sangen optrådte første gang i afsnittet "Chef's Salty Chocolate Balls" fra 1998, hvor Chef kreerer en form for konfekt, nemlig "Chocolate Salty Balls". Han begynder derefter at synge den tekst, der danner basis for singlen.
Sangen opnåede en førsteplads i Storbritannien og i Irland, mens den toppede som nummer 14 i Australien. Sangen er skrevet af en af skaberne af South Park, Trey Parker og produceret af Rick Rubin.

## Hitlister
| Hitliste (1998–1999) | Højeste Placering |
| -------------------- | ----------------- |
| Australien           | 14                |
| Belgien (Flanderen)  | 15                |
| Frankrig             | 82                |
| Holland              | 8                 |
| Irland               | 1                 |
| Norge                | 5                 |
| Storbritannien       | 1                 |
| Sverige              | 17                |